# Killer (bilard)
Killer – gra bilardowa dla dowolnej liczby graczy, w której każdy z graczy otrzymuje trzy szanse ("życia"), które traci przy nieprawidłowym zagraniu. Wygrywa gracz, który jako ostatni posiada przynajmniej jedno "życie".

## Bile
Zestaw piętnastu bil kolorowych oraz biała bila rozgrywająca.

## Cel gry
Pozostać ostatnim graczem posiadającym chociaż jedno "życie".

## Zasady gry

### Ustawienie początkowe
Biała bila "z ręki" w polu bazy. Bile kolorowe ustawia się w trójkącie, jak do ósemki, ale w dowolnej kolejności.

### Rozbicie
Pierwszego rozbijającego wyznacza się przez losowanie, po czym ustala się kolejność pozostałych graczy.
Jeśli podczas rozbicia zostanie wbita bila kolorowa, rozbijający zachowuje swoje szanse i odchodzi od stołu.
Jeśli podczas rozbicia nie zostanie wbita żadna bila, rozbijający nie traci "życia" i może wykonać jeszcze jedno uderzenie.

### Wbijanie bil
Gracz podchodzący do stołu musi wbić przynajmniej jedną dowolną bilę. Jeśli mu się to nie uda, traci jedno "życie" (oprócz rozbicia). W niektórych wariantach gry przy wbiciu więcej niż jednej bili graczowi dopisuje się dodatkowe "życie".
Niezależnie od tego, czy bila została wbita czy nie, zawodnik odchodzi od stołu, a próbę wbicia podejmuje kolejny gracz. Gracze wykonują po jednym zagraniu w ustalonej z góry kolejności.
Po wbiciu wszystkich bil ustawia się je ponownie w trójkącie, a następny gracz dokonuje rozbicia z pola bazy według zasad jak wyżej.
Gracz, który stracił wszystkie trzy "życia" przegrywa i kończy grę.
Wygrywa ostatni gracz pozostający przy życiu.

### Faule
Faul następuje, gdy:
- nie została uderzona żadna bila kolorowa;
- po uderzeniu bili kolorowej żadna z bil nie dotknęła bandy;
- wbita została bila biała;
- bila została wybita poza stół;
- bila kolorowa została dotknięta ręką, kijem lub częścią odzieży gracza;
- bila biała została dotknięta czym innym, niż kapka kija (z wyjątkiem białej "w ręce").

Faul skutkuje utratą jednego "życia", niezależnie od wbitych bil. Następny gracz wchodzi do gry z bilą białą "w ręce" z dowolnego miejsca stołu.
Bile kolorowe wbite przy faulu i wybite poza stół nie wracają do gry.

## Strategia
Przy wbiciu bili ważne jest, gdzie zatrzyma się bila biała. W miarę możliwości gracz stara się, aby po jego turze bila rozgrywająca stanęła w miejscu utrudniającym dalszą grę (np. pomiędzy łuzą narożną, a pozostałymi bilami).